# 不爽猫
不爽猫（英語：Grumpy Cat，2012年4月4日－2019年5月14日），本名塔達醬是一隻因其脾氣暴躁的表情而成為網絡迷因的雌貓。牠的主人泰貝莎·彭德森（Tabatha Bundesen）指出牠長期有著一副脾氣暴躁的表情是因為牠患有骨軟骨發育不全。
不爽猫的名聲源自一張不爽猫的圖片。該圖片是由泰貝莎的兄弟布萊恩於2012年9月22日在社交新聞網站Reddit上張貼的。之後，該圖片便在網絡上迅速傳播出，並令不爽猫的知名度大增。至今，不爽猫在Facebook上的專頁已有超過662萬名用戶按「讚好」。於2013年5月30日，不爽猫在《华尔街日报》頭版亮相。2019年5月14日，不爽猫在家中因尿路感染併發症而死亡。

## 背景
泰貝莎·彭德森表示不爽猫有著一副脾氣暴躁的表情是因為牠患有骨軟骨發育不全，並因此導致咬合不正。泰貝莎指出不爽猫在出生時擁有「扁平面、泡泡眼、短尾巴」。不爽猫是體格較小的猫，其後腿「有一些不一樣」。不爽猫雖然看起來脾氣暴躁，但實際上牠是非常平靜安定的。泰貝莎·彭德森亦表示不爽猫「在99%的時間裡」都是一隻普通的貓。

## 經理人
本·拉什斯是不爽猫的經理人，而他也是琴鍵貓和Nyan Cat的經理人。而泰貝莎·彭德森和布萊恩則分別負責管理不爽猫的日程和其官方網站、Facebook、YouTube和Twitter。根據U.美国专利及商标局數據庫資料顯示，不爽猫的照片和“俄亥俄州不爽猫公司”（Grumpy Cat Inc. Corp. Ohio）已被註冊。因此，他們便能製作不爽猫的相關產品銷售。布萊恩於2013年3月指出不爽猫已為他們帶來「中等的五位數」的收入，並於5月改為「较低的六位數」。另外，手榴彈飲料公司亦製作了名為「Grumpuccino」（改名自意大利泡沫咖啡卡布奇诺）的冰咖啡飲料。

## 成名
MSNBC將不爽猫稱為2012年最具影響力的貓。不爽猫亦於2013年威比奖頒獎典禮上獲BuzzFeed頒發「年度迷因獎」。不爽猫也於第二屆「互聯網貓影片電影節」上獲得了第一名。

## 書和月曆
不爽猫的官方圖書於2013年7月23日由紀事報圖書出版。該書名為「不爽貓的超不爽日記」（Grumpy Cat: A Grumpy Book），該書主要包含主要為不爽猫的相片，以及與暴躁脾氣主題相關的內容。此書於8月在出版者周刊非小說文學精裝書類暢銷書榜上排行第8，並在紐約時報暢銷書榜上排行第7。
此外，紀事報圖書於2013年7月23日出版了不爽猫2014年掛牆月曆。

## 媒體露面
不爽猫曾於《今天》、《早安美國》、《CBS晚間新聞》、《安德森現場秀》、以及《雜燴湯》上亮相。不爽猫亦曾於電台節目《车库的逻辑》上亮相。而其官方圖書《不爽貓：一本不爽書》則於美國圖書博覽會上亮相。不爽猫本身也在基特森專賣店和巴諾書店的《不爽貓：一本不爽書》首賣日中出現。

### Friskies
不爽猫曾於貓糧品牌Friskies的YouTube遊戲節目《小貓會不會玩它？》（Will Kitty Play With It?）上亮相。網站TMZ後來報道指出Friskies支付了不爽猫坐頭等艙、讓牠入住擁有特大號床的酒店房間，給予牠一位私人助理和司機，並提供無限瓶裝水和貓糧，只是為了讓牠在節目上露面。布萊恩亦指出接載他們的車是一輛BMW X5。於2013年3月22日，不爽猫於《早安美國》、《安德森現場秀》和《時代》。《福布斯》訪問不爽猫的報道則於同年3月25日刊登。

### 2013年西南偏南藝術節
於2013年3月，不爽猫參加了於《Mashable》舉辦的西南偏南藝術節。而CNN、CBS和CNET都將不爽猫稱為藝術節“最大的明星”。超過600位支持者在活動場所外等候多時，只為了和不爽猫拍照。其中伊恩·桑莫哈德更將不爽猫稱為「我的新愛」、「很平安」、「甜如南瓜餅」和「較為驚人」。

## 電影
不爽猫曾於2013年紀錄片《抱抱和小伙伴们》（Lil Bub & Friendz）上亮相。於2013年5月，Broken Road Productions計劃為不爽猫製作一齣類似《加菲貓》的電影。電影監製托德·加納更指出「我們認為我們可以圍繞這個角色，建立一個大型喜劇家庭」。
2014年6月11日，據報導，Lifetime電視網（Lifetime）將製作一部由不爽貓為主角的電視電影《不爽貓最糟糕的聖誕節》，由提姆·希爾（Tim Hill）執導，奧布瑞·克莉絲丁·普拉扎為不爽貓配音。該片於2014年11月29日播出。

## 解
1. ↑  骨軟骨發育不全（學名：Osteochondrodysplasia），又稱軟骨發育異生症，貓患此症則俗稱摺耳貓，是種無法根治的遺傳性基因疾病，幼時無症狀，隨時間的增長發育而逐漸出現症狀，嚴重則完全失去行動能力，蘇格蘭摺耳貓即為此症。[5][6]

## 外部連結
- 官方網站（页面存档备份，存于）
- facebook專頁（页面存档备份，存于）
- Twitter專頁 （页面存档备份，存于）
- 不爽猫在互联网电影资料库（IMDb）上的資料（英文）